# Corticarina adamsi
Corticarina adamsi es una especie de coleóptero de la familia Latridiidae.

## Distribución geográfica
Habita en Colombia.